# 熱帶風暴杰拉華 (2006年)
熱帶風暴杰拉華（英語：Tropical Storm Jelawat，國際編號：0602，聯合颱風警報中心：03W，菲律賓大氣地球物理和天文服務管理局：Domeng）是2006年太平洋颱風季第2個被命名的熱帶氣旋，正面吹襲海南島。「杰拉華」一名由馬來西亞提供，又名蘇丹魚，屬於淡水大尊鯉魚類，常見於大河流裏。

## 氣象歷史
6月26日，熱帶低氣壓杰拉華在南中國海的季風槽內形成，集結在西沙群島之東南偏東約410公里處，在太平洋副熱帶高壓脊的引導下，杰拉華向西北方向移動，橫過南海中部，並於當晚增強為熱帶風暴。隨著熱帶風暴杰拉華掠過海南島東北部 在雷州半島附近登陸，並於6月28日晚上，杰拉華減弱為熱帶低氣壓。6月29日早上，杰拉華在湛江附近登陸，並於當天在廣東西部進一步減弱為一個低壓區。

## 影響

### 香港
當地發出之最高熱帶氣旋警告信號： 一號戒備信號
香港天文台於6月27日上午9時40分發出一號戒備信號，當時杰拉華集結在香港之東南偏南620公里。同日下午五時，香港天文台總部錄得最低每小時海平面氣壓1005.0百帕斯卡。杰拉華於6月28日下午4至5時最接近香港，在香港之西南約450公里掠過，它的外圍雨帶開始為香港帶來狂風驟雨及雷暴，而離岸海域亦受強風影響。6月28日，杰拉華北面的外圍雨帶繼續影響華南沿岸，當日本港廣泛地區錄得30-50mm的雨量紀錄，但是由於杰拉華與香港保持400公里以外的距離，因此香港的風力未見明顯增強，只是離岸及高地間中吹強風。香港天文台於下午6時40分取消所有熱帶氣旋警告信號，亦即杰拉華中心登陸海南島之時。
熱帶風暴杰拉華影響香港期間，一名印尼女傭在石澳遇溺喪生，香港仔一棵樹木被吹倒。

### 澳門
當地懸掛之最高熱帶氣旋信號：  一號風球

#### 雨量
| 氣象站       | 信號懸掛期間總雨量(毫米) |
| ------------ | ------------------------ |
| 大潭山       | 34.2                     |
| 友誼大穚(北) |                          |
| 友誼大穚(南) |                          |
| 大砲台山     | 29.8                     |
| 九澳         | 29.2                     |
| 污水處理廠   | 39.6                     |
| 西灣大橋     |                          |

### 中國大陸

#### 海南
在6月28日瓊州海峽所有客運渡輪、火車渡輪全面停航，超過19 000艘海上作業船回港避風。當天下午，杰拉華掠過海南島東北沿岸區域。隨著杰拉華在海南島、廣東兩地的登陸，當地團隊受其影響紛紛延遲發團。受其影響，在28日晚上到29日白天，海南省沿海的風力將逐漸加大到6級至8級，陣風9級至10級，並且下大到暴雨，局地有大暴雨，造成多處地區水浸和山泥傾瀉。

#### 廣東
6月29日早上，熱帶風暴杰拉華在海南島東北沿岸地區附近登陸後，便向西北或西北偏西移動，時速12-15公里，並在在湛江附近登陸，為廣東西部沿岸地區帶來暴雨，中心氣壓996帕斯卡，中心附近最大風速18米每秒，相當於8級的風力。受到熱帶風暴杰拉華影響，廣東省中西部海面和西部沿海偏東南風6級陣風8級，其中熱帶風暴中心附近旋轉風7~8級陣風9級。28日夜間~29日，湛江、茂名有大雨到暴雨，局部大暴雨，陽江、江門有大雨，局部暴雨。

#### 廣西
當熱帶風暴杰拉華在廣東湛江附近登陸後，便進入廣西，並減弱為一個低壓區。受到熱帶風暴杰拉華影響，桂林部分江河將有可能出現超警戒水位，特別是一旦北流河區出現大範圍的強降雨過程，則極易造成與27日起出現的柳江洪水的遭遇，使梧州出現較大洪水。亦都將會在對沿海海上作業人員、居住在低窪地帶的群眾以及全區各水庫和堤防安全造成威脅。

## 熱帶氣旋警告使用紀錄

### 香港
| 香港天文台 熱帶氣旋警告信號 | 香港天文台 熱帶氣旋警告信號 | 香港天文台 熱帶氣旋警告信號 |
| --------------------------- | --------------------------- | --------------------------- |
| 上一熱帶氣旋                | 一號戒備信號                | 下一熱帶氣旋                |
| 超強颱風珍珠                | 一號戒備信號                | 颱風派比安                  |

### 澳門
| 地球物理暨氣象局 熱帶氣旋信號 | 地球物理暨氣象局 熱帶氣旋信號 | 地球物理暨氣象局 熱帶氣旋信號 |
| ----------------------------- | ----------------------------- | ----------------------------- |
| 上一熱帶氣旋                  | 一號風球                      | 下一熱帶氣旋                  |
| 颱風珍珠                      | 一號風球                      | 颱風派比安                    |

## 外部連結
- （英文）https://web.archive.org/web/20090826230250/http://metocph.nmci.navy.mil/jtwc.php 聯合颱風警報中心首頁
- （繁體中文）http://www.cwb.gov.tw （页面存档备份，存于） 中央氣象局首頁
- （日語）http://www.jma.go.jp/jma/index.html （页面存档备份，存于） 日本氣象廳首頁
- （英文）http://www.pagasa.dost.gov.ph/ （页面存档备份，存于） 菲律賓大氣地球物理和天文管理局首頁
- （繁體中文）http://www.hko.gov.hk （页面存档备份，存于） 香港天文台首頁
- （繁體中文）http://www.smg.gov.mo （页面存档备份，存于） 澳門地球物理暨氣象局首頁